# Піски (Слободський район)
Піски́ (рос. Пески) — присілок у складі Слободського району Кіровської області, Росія. Входить до складу Світозаревського сільського поселення.
Населення становить 39 осіб (2010, 39 у 2002).
Національний склад станом на 2002 рік — удмурти 90 %.